# 自転
自転（、英語: rotation）とは、物体がその内部の点または軸のまわりを回転すること、およびその状態である。
天体の自転運動を表す言葉として用いられることが多い。力学における剛体の自転は、単に回転と呼ぶことの方が多く、オイラーの運動方程式により記述できる。英語で自転を意味する spin に由来するスピンという言葉も同義語であるが、物体の自転の意味でのスピンは自然科学以外の分野で用いられることが多い。例えばフィギュアスケートにおけるスピンや自動車がスリップすることがスピンと呼ばれる。量子力学や素粒子物理学におけるスピンも語源は自転に由来するが、物体の自転とは異なる概念と考えられている。

## 天体の自転
天体がどのように自転しているかは、その観測系によって異なる。天文学的には、ある天体の公転軌道を基準として、どれだけ回転しているかが自転である。公転軌道を持たない小惑星や彗星は、その移動方向に対する回転が自転になるが、多くはスピンと表現される。惑星や衛星、彗星などのほとんどの天体は自転しているが、はくちょう座X-1は自転していない可能性が高いとされている。また、パルサーは高速で自転する中性子星と考えられている。
天体の核(コア)を観測する方法は存在しないため、回転は光学的に観測されることがほとんどであり表面の回転を基準に算出される。しかしガス惑星では回転の基準となる面を定義できず、また表面が差動回転していることが多いために磁場の観測や他天体との物理的関連を検討して自転速度が計算されている。太陽も同じであり一意に定まっていない。
天体の自転の中心となる軸のことを自転軸（じてんじく）と言い、自転により一回転する時間を自転周期という。自転周期はその天体が360度回転する時間であって、ある天体に対して同じ方向を向くまでの時間ではない。例えば地球の1日は太陽の位置を基準に一回転する時間だが、地球がちょうど一回自転した時点では見かけの太陽の位置は公転によって移動している。つまり自転周期は1日（24時間）よりも236秒短くなる。いいかえれば、地球が1回転してなお昨日の太陽と同じ向きになるには、もう236秒必要とする。
自転のエネルギーは他の天体引力に影響されて変動し、それは天体の質量が小さいほど顕著になり、彗星や小惑星などは惑星の近傍を通過する際に自転速度や自転軸が変化しやすい。連星や系に属している天体は、自身の公転周期と同期しているケースがほとんどであり、ずれている場合でも同期に向かって変化していく。また、天体の衝突や地震によっても変化し、例として東日本大震災では地球の自転速度が100万分の1.8秒加速された。

### 地球の自転

地球の自転

地球の自転は太陽の天球上での見かけの移動を作り出し、これによって昼と夜が生まれる。また自転によって生じる慣性力である遠心力やコリオリの力は、大気や海流の流れ、台風の運動など、地球上のあらゆる運動に影響を及ぼす。地磁気は、地球の液体核内の対流運動が引き起こす電磁誘導がその源であるが、やはり対流運動がコリオリの力を強く受けるため、結果として自転軸方向にそろった双極子磁場が生成される。一般に宇宙ロケットは東向きに打ち上げられるが、これは自転速度を脱出速度の足しにする為である。更に人工衛星の角速度を自転に合わせて赤道上空に打ち上げる事で、静止衛星となる。

#### 地球の自転速度
- 赤道1700km/h
- 緯度θ°1700cosθkm/h

地球が一回自転するのにかかる時間は約23時間56分4.06秒となっている。
さらに、地球の構造上中心部が液体であること、潮の干満と海底との摩擦により、長期的には自転速度はだんだん遅くなっている。100年間につき1.7ミリ秒ずつ遅くなっている。しかし、数年ないし数十年の期間においては、自転速度が遅くなっているわけではなく、不規則に変動している。実際、一日の長さ（LOD:Length of the Day）は、1970年代には、86 400.003秒程度であったが、2010年以降は86 400.001秒程度になっており、むしろ自転速度は速くなっている（閏秒、地球の自転を参照）。

#### 速度の変動
変動の原因は「地震」「火山の噴火」「ダム」等諸説ある。古文書の日食などの記録を元にした研究により西暦500年頃と西暦900年頃に自転速度が急激に変化したことが判明している。またNASAは、2010年のチリ地震で1.26µ秒、2004年のスマトラ島沖地震で6.8µ秒、2011年の東北地方太平洋沖地震で約1.8µ秒、地震が原因で自転速度が増し、一日の長さが短くなった可能性があると発表している。